# Большие неприятности (мультфильм)
«Больши́е неприя́тности» — советский пародийно-сатирический мультипликационный фильм, созданный сёстрами Брумберг на киностудии «Союзмультфильм» в 1961 году.
Маленькая девочка слышит, как взрослые обсуждают семейные проблемы, при этом идиомы, встречающиеся в их речи, она воспринимает буквально, что и отображается изобразительным рядом детских аналогий. Картина выдержана в стилистике детского рисунка, чтобы показать мир взрослых, воспринятый и осмысленный ребёнком. Мультфильм имел вполне заслуженный успех. В 1973 году вышло продолжение — «Новые большие неприятности».

## Сюжет
Повествование ведётся от лица маленькой девочки. Она рассказывает о своей семье, которая состоит из мамы, папы, старших брата Коли и сестры Капы. Также в их доме живёт чёрная кошка.
Вся семья в этот день почему то плачет, поэтому девочка решила рассказать как всё было на самом деле, да и ещё рисует по своему пониманию.
Когда Коля был ещё маленьким, он как и все ходил в школу. Но вот не любил учиться. Он мог с трудом перейти в другой класс. В десятом классе Коля «застрял». Тогда сильный частный педагог помог «вытянуть» Колю. Родители, сёстры и репетитор стали думать, кем мечтает стать Коля. На завод Колю не пустили, дали ему отдых, и потом Коля пошёл в институт. Однако там он «провалился» и стал жить на средствах отца. Каждый день Коля приходит в ресторан, слушает магнитофон, злоупотребляет спиртными напитками, отрастил бородку.
Капа тоже закончила школу с двойками и не пошла учиться. Но родителей волнует другое — они хотят, чтобы Капа «выскочила замуж» за солидного мужчину. Ведь её подруги Нелли и Нина сумели выйти замуж. А у Капы не получилось. Но потом «с неба свалился» настоящий мужчина. Он за Капой начал волочиться, даже «терял голову». Однако потом бросил Капу.
Сам папа хоть и был честным работником, ради денег пошёл на аферу. Он пустил налево холодильники, но с подачи папиного зама афера разоблачилась. Папа побоялся, что его заметёт ревизор, и поэтому решил смазать ему лапу. Однако ревизор не стал закрывать глаза на нарушения. На папу завели уголовное дело и даже хотели посадить его.
Об этом стало известно, и теперь «нас ругают все соседи». В конце мультфильма девочка хочет понять смысл слова «дармоед», которым назвал её родных сосед, старый токарь дядя Федя. Тот отвечает, что это её брат, сестра, мама и папа. Только сама девочка и её кошка — не дармоеды.

## Создатели
| Сценарий                   | Мориса Слободского                                                                             |
| Режиссёры-постановщики:    | Валентина и Зинаида Брумберг                                                                   |
| Художники-постановщики     | Лана Азарх, Валентин Лалаянц                                                                   |
| Композитор                 | Александр Варламов                                                                             |
| Оператор                   | Елена Петрова                                                                                  |
| Звукооператор              | Николай Прилуцкий                                                                              |
| Художники-мультипликаторы: | Игорь Подгорский, Фёдор Хитрук, Мария Мотрук, Марина Восканьянц, Елена Вершинина, Иосиф Куроян |
| Текст читает               | Мария Виноградова                                                                              |
| Ассистенты режиссёра       | Татьяна Фёдорова, Нина Майорова                                                                |
| Редактор                   | Раиса Фричинская                                                                               |
| Директор картины           | Г. Кругликов                                                                                   |

## Видео
В середине 1990-х мультфильм был выпущен в сборнике мультфильмов киностудии «Союзмультфильм» на видеокассетах студией «Союз». Перевыпущен в 2003 году той же компанией в сборнике мультфильмов «Детки и родители» на VHS и DVD.

## Интересные факты
- Мультфильм выходил и отдельно, и в рамках киноальманаха «Сборник комедийных фильмов», куда вошли также художественные фильмы «Самогонщики», «Чужой бумажник» и «Водяной».
- Принцип буквального восприятия идиом, вероятно, восходит к американскому мультфильму 1951 года «Symphony in Slang»
- Показанное в фильме восприятие идиом также используется в детском юмористическом киножурнале «Ералаш» (выпуск № 194 «Сила воображения» и выпуск № 318 «Учись Снегирёв») и сюжете телепередачи «Городок» «Сон учителя русского языка».

## Критика
Историки кино называют лучшей работой сестёр Брумберг сатирический фильм «Большие неприятности» (1961; художники — Лана Азарх и Валентин Лалаянц), в котором повествование ведётся от лица девочки. Изобразительный ряд фильма выполнен в стиле детских рисунков. Картина сыграла важную роль в обновлении и обогащении художественной выразительности мультипликационного рисунка, использовании метафорического языка и условности мультипликации.
— Сергей Капков
Режиссёр-мультипликатор Д. Бабиченко в рецензии в журнале «Искусство кино» отметил в фильме не новый, но звучащий новаторски приём (изображение происходящего с точки зрения девочки), острую сатиру, лёгкий стихотворный текст, отсутствие штампов в рисунке, выразительные музыкальные характеристики персонажей, продуманный монтаж и, в целом, плодотворность поисков новой формы и содержания.
Киновед С. В. Асенин отметил заслуженный успех фильма, похвалив лаконичный рисунок, который гармонирует с психологией девочки-рассказчицы, точность графических характеристик персонажей, контраст детского восприятия и недетского смысла.
По мнению режиссёра-мультипликатора И. П. Иванова-Вано, фильм стал вехой в процессе освобождения от «пут диснеевской эстетики», в поисках новых изобразительных форм, ориентированных на взрослого зрителя.